# Medieval II: Total War
Medieval II: Total War je nastavak igre Medieval: Total War iz 2002. godine. To je četvrta igra u serijalu Total War izdavačke kuće The Creative Assembly. Po žanru igra spada u potezne strategije sa taktičkim bitkama u realnom vremenu. Igra je smeštena između 1080. i 1530. godine. Kao i originalna igra, Medieval igra prati srednjovekovne ratove, religiju i politiku u Evropi, severnoj Africi i na Bliskom istoku. Ali, kako igra napreduje kroz istoriju dolazi do otkrića Novog sveta. Medieval II je baziran na kodu Rome: Total War.